# بلک ماسک
بِلَک ماسک (به انگلیسی: Black mask) (به معنیِ نقابْ سیاه یا سیاه‌نقاب) یک شرور بزرگ خیالی در کتاب‌های کامیک آمریکایی منتشرشده توسط دی‌سی کامیکس است که اغلب به عنوان دشمن شخصیت ابرقهرمان بتمن محسوب می‌شوند. او برای اولین بار در بتمن شماره ۳۸۶ در اوت ۱۹۸۵ ظاهر شد. نام واقعی او رومن سایونیس (به انگلیسی: Roman Sionis) است. او از ثروتمندان گاتهام سیتی است که از بتمن و بروس وین متنفّر است. خالقان بلک ماسک، داگ موئنچ و تام مندریک هستند.

## زندگی و سرگذشت

### آغاز تاریک
رومن از خانواده یهودی و ثروتمند سایونیس در شهر گاتهام زاده شد. پدر و مادرش از توماس وین و مارتا وین، والدین بروس وین، متنّفر بودند اما به دلیل حفظ موقعیت اجتماعی با آن‌ها دوستی ظاهری داشتند. وقتی رومن پا به جوانی گذاشت در شرکت پدرش که شرکت لوازم آرایشی بنام ژنوس بود سمت مهمی را بر عهده می‌گیرد و سپس عاشق منشی‌اش سیرکا می‌شود، اما پدرش که سیرکا را در شأن خانواده‌شان نمی‌دید با ازدواج رومن و سیرکا مخالفت کرد. سپس رومن بخاطر سیرکا عمارت والدینش را به آتش کشید و آن‌ها را کشت و بعد با سیرکا ازدواج کرد و صاحب اصلی شرکت پدرش شد.
امّا بعد از کشته شدن پدر و مادرش، از پس اداره شرکت پدرش بر نیامد و کمپانی سایونیس به دلیل تولید ماده آرایشی سمّی ورشکست شد و بعد همسرش سیرکا از او طلاق گرفت.
در این بین بروس وین کمپانی سایونیس را خرید و رومن به خاک سیاه نشست و برای انتقام ماسکی از چوب تابوت پدرش می‌سازد تا از بروس وین انتقام بگیرد. او که به هویت واقعی بتمن پی برده، تصمیم می‌گیرد با او مبارزه کند. اما روزی در نبردی مقّرش آتش می‌گیرد. بتمن به او کمک می‌کند اما دیگر خیلی دیر شده‌است و ماسک سیاهش در آتش جذب پوستش می‌شود، او از این پس دیگر رومن سایونیس نیست و هویت تازه‌ای دارد: بلک ماسک. بعد این واقعه انجمنی بنام صورت کاذبان تأسیس می‌کند که هدفش گسترش جنایت در گاتهام است، اعضای این انجمن نقاب سیاه و عینک دارند.
او در نهایت توسط زن گربه‌ای به قتل می‌رسد.

### بازگشت
بلک ماسک در کمیک‌های دارکست نایت (به انگلیسی: darkest night) با هویت بلک لنترن یا فانوس سیاه بازمی‌گردد.

### بازگشت دوم
بلک ماسک دوم برادرزاده آمادیوس ارکهام مؤسس تیمارستان آرکهام ارمیاست که در کمیک جنگ برای شنل (battle for the cowl) دیوانه می‌شود و آرکهام را به آتش می‌کشد؛ و در سه‌گانه (Arkham reborn) آن را بازسازی می‌کند.

## رسانه‌ها
بلک ماسک در انیمیشن بتمن پرندگان شکار (به انگلیسی: birds of prey) حضور داشت و سپس در انیمیشن دیگری بنام بتمن دیده شد. او همچنین در انیمیشن‌های بتمن: شجاع و جسور (به انگلیسی: Batman:the brave and the bold) و انیمیشن زیر نقاب سرخ (به انگلیسی: under the red hood) حضور داشت که در آن گفته می‌شود نقاب سیاه، ده سال متوالی تجارت خرید و فروش مواد مخدّر را در آرخام به دست گرفته‌است.
او در سال ۲۰۲۰در فیلم پرندگان شکاری و رهایی فانتزی یک هارلی کویین حضور داشت و نقش وی را ایوان مک گرگور بازی کرد.
همچنین گفته شده در فیلم بتمن ۲۰۲۱ حضور خواهد داشت و نقش وی را پیتر ساسگاد بازی می کند.

بازی‌های ویدئویی
او در بازی بتمن: فردایی تاریک با صداگذاری مایکل رایت حضور داشت. سپس در لگو بتمن: بازی ویدئویی و سرانجام در بتمن: شهر آرکهام با صدای نولان نورث حضور داشت. او در بازی بتمن: ریشه‌های آرکهام به عنوان دشمن بتمن حضور داشت. این بازی ۲۵ اکتبر ۲۰۱۳ منتشر شد.